# Vicariat apostolique de la Nouvelle-France
Le vicariat apostolique de Nouvelle-France a été érigé canoniquement le 11 avril 1658  par le pape Alexandre VII. Son vicaire apostolique était l'évêque François de Montmorency-Laval.

## Description
Le territoire vicarial va de la Baie d'Hudson jusqu'aux bayous de la Louisiane. François de Laval siège à l'église paroissiale Notre-Dame-de-la-Paix, qui deviendra ensuite la basilique-cathédrale Notre-Dame de Québec.
Sous le vicariat est construit le séminaire de Québec, en 1663. Le Frère Luc, premier peintre de l'histoire du Québec, peint alors des toiles dans cet établissement.
Après l'arrivée des filles du Roy, la population augmente suffisamment pour élever le vicariat en diocèse. En effet, la population catholique est passée de 3 200 à 7 600 habitants sous Jean Talon.
Le diocèse de Québec est créé par Innocent XI le 1er octobre 1674.